# Simon Gizi
Simon Gizi, Simon Gizella (Lemberg, 1909 körül – Budapest, Ferencváros, 1935. február 4.) színésznő.

## Életútja
Lembergben született, ahol apja, Simon Mihály katonai szolgálatot teljesített. Édesanyja Somodi Cecília. Énektanulmányokat Egerben folytatott, Komáromi Ödönnél, Komáromi Pál operaénekes édesapjánál. Színiiskolát nem végzett. Színészi pályáját Kecskeméten, Csáki Antal társulatánál kezdte, ahová kisebb szerepekre szerződött, mégpedig drámai és operai szerepekre egyaránt: Vasgyáros (Claire), Új rokon (Blanka), Taifun (Hempel Teri), János vitéz (Iluska), Parasztbecsület (Lola), Carmen (Mercedes), Faust (Siebel). 1924-ben Lászlóffy V. Bódog szerződtette társulatához és végigjárta az ország északkeleti területi nagyobb városait. A harmadik évben Mariházy Miklós társulatának koloratur-primadonnája volt, de emellett a heroina-szerepkörben is működött. Itt fedezte fel a Vígszínház, a Darázsfészek Sally Boid szerepében. 1926-ban a Vígszínházhoz szerződött. Az Antóniában (Piri) mutatkozott be és tehetséget sugárzó játékával, üde megjelenésével egyszerre méltónak bizonyult a Vígszínház együtteséhez. Fontosabb szerepeket játszott még: Ezüst kazetta, Világbajnok, Őnagysága őrangyala, Kisközpont című darabokban. 1931 és 1933 között az Andrássy úti Színházban játszott, majd 1935-ig a szerződés nélküli színművészek névsorában szerepelt, február elején hirtelen halt meg hashártyagyulladás következtében. Halálát egyes feltételezések szerint orvosi műhiba okozta, 1935 júliusában nyomozást is indítottak ennek kiderítésére.
Tehetséges, ösztönös színésznő volt, megvolt benne az igazi színész legfontosabb tulajdonsága, hogy minden szerep hangjába és karakterébe hiánytalanul bele tudta magát élni.

## Fontosabb szerepei
- Piri (Lengyel M.: Antónia)
- Albine (Deval: Őnagysága őrangyala)
- Ilona (Lakatos L.: Lipótváros)